# Pyrgocythara fuscoligata
Pyrgocythara fuscoligata é uma espécie de gastrópode do gênero Pyrgocythara, pertencente a família Mangeliidae.